# 814 a.C.
L'814 a.C. (DCCCXIV a.C. in numeri romani) è un anno  del IX secolo a.C.

## Eventi
- Fondazione di Cartagine ad opera di coloni di Tiro, guidati dalla regina Elissa.